# Robur de Veroveraar
Robur de Veroveraar (oorspronkelijke Franse titel: Robur-le-Conquérant) is een roman van de Franse schrijver Jules Verne uit 1886. In dit verhaal speelt een luchtschip met rotorbladen een belangrijke rol, lang voordat de eerste helikopter daadwerkelijk vloog.

## Inhoud
Het verhaal begint met vreemde lichten en geluiden, waaronder schallende trompetmuziek, die overal ter wereld in de lucht te horen zijn. Dan verschijnen er op mysterieuze wijze zwarte vlaggen met gouden zonnen op hoge historische monumenten zoals het Vrijheidsbeeld in New York, de Grote Piramide van Gizeh in Egypte en de Eiffeltoren in Parijs. Deze gebeurtenissen zijn allemaal het werk van de mysterieuze Robur, een briljante uitvinder die binnendringt op een bijeenkomst van een club voor vliegliefhebbers genaamd het Weldon Institute in Philadelphia, Pennsylvania.
Leden van het Weldon Institute zijn er allemaal van overtuigd dat de mensheid de lucht zal beheersen met behulp van "lichter dan lucht"-vaartuigen, en dat "zwaarder dan lucht"-vaartuigen zoals vliegtuigen en helikopters onhaalbaar zouden zijn. Het instituut heeft een gigantische luchtschip gebouwd, de Go-ahead. Tijdens een verhitte discussie over waar de propeller geplaatst moet worden (vooraan om hem te trekken, of erachter om hem te duwen), verschijnt Robur op de vergadering en mag hij spreken. Hij berispt de groep en stelt dat "zwaarder dan lucht"-vliegtoestellen de toekomst zijn. Als hem wordt gevraagd of Robur zelf "de lucht heeft veroverd", zegt hij dat hij dat heeft gedaan, wat ertoe leidt dat hij de titel "Robur de Veroveraar" accepteert. Tijdens zijn korte tijd bij het Weldon Institute, hitst Robur de leden zo op dat ze hem naar buiten jagen. 
Later die nacht ontvoert Robur de president van het Weldon Institute, oom Prudent; zijn secretaris Phil Evans; en zijn bediende Frycollin. Hij neemt ze mee aan boord van zijn schip, een enorme, op batterijen werkende "aeronef" genaamd de Albatros, die veel verticale luchtschroeven heeft om lift te bieden, en twee horizontale luchtschroeven in een push-pull-configuratie om het schip vooruit te drijven. Het draagt dezelfde zwarte vlag met gouden zon die op veel herkenningspunten is gespot. Om de superioriteit van het schip te demonstreren, neemt Robur zijn gevangenen in de loop van drie weken mee de wereld rond. Prudent en Evans zijn boos op Robur omdat hij hen heeft ontvoerd en willen niet toegeven dat de Albatros een fantastisch schip is, of dat hun ideeën over "lichter dan lucht" superioriteit verkeerd zijn. Ze eisen dat Robur hen vrijlaat, maar hij is afstandelijk en zegt altijd dat ze zullen blijven zolang hij dat wenst. Uit angst dat ze voor altijd gevangen zullen blijven, bedenken de twee plannen om te ontsnappen en de Albatros te vernietigen.
Nadat de horizontale propellers beschadigd raken in een storm, ankert de Albatros boven de Chatham Islands voor reparaties. Terwijl de bemanning druk bezig is met werk, steken Prudent en Evans een lont aan en maken hun ontsnapping. Ze proberen Frycollin mee te nemen, maar kunnen hem niet vinden. Later ontdekken ze dat hij al zonder hen was ontsnapt. De Albatros ontploft en het wrak, samen met Robur en zijn bemanning, stort richting de oceaan. Ondertussen zijn de drie ontsnapten veilig op een klein maar bewoond eiland en worden later gered door een schip; ze maken vervolgens een lange reis terug naar Philadelphia.
De leden van het Weldon Institute keren terug en in plaats van hun avonturen te beschrijven of toe te geven dat Robur een vliegmachine had gemaakt die groter was dan hun verwachtingen van de Go-ahead, concluderen ze simpelweg het argument dat de groep had tijdens hun laatste vergadering. In plaats van slechts één propeller op hun luchtschip te hebben, besluiten ze om één propeller vooraan en een andere achteraan te hebben, vergelijkbaar met Roburs ontwerp.
Zeven maanden na hun terugkeer is de Go-ahead voltooid en maakt zijn eerste reis met de president, secretaris en een aeronaut. De snelheid en wendbaarheid van het luchtschip maken indruk op een groot publiek, maar zijn triviaal vergeleken met Roburs Albatros. Plotseling verschijnt dan de Albatros. Het blijkt dat toen de Albatros explodeerde, er nog delen intact waren, zodat ten minste enkele van de propellers werkten en de afdaling vertraagden, waardoor de bemanning werd gered. De bemanning gebruikte de resten van de Albatros als vlot totdat ze werden gered door een schip. Robur bouwt een nieuwe Albatros gebouwd en is nu van plan wraak te nemen door te laten zien dat deze beter is dan de Go-ahead van het Weldon Institute.
De gehele laatste scène wordt beschreven vanuit het gezichtspunt van de menigte. De Albatros begint de Go-ahead te omcirkelen; de Go-ahead laat ballast vallen en stijgt tot veertienduizend voet. De Albatros volgt, nog steeds een rondcirkelende bedreiging. De Go-ahead is overgeleverd aan de Albatros omdat de Albatros zowel sneller als wendbaarder is. Uiteindelijk overschrijdt de Go-ahead haar drukhoogtelimiet, waarop haar gaszakken scheuren. De Go-ahead verliest haar drijvende gassen en valt uit de lucht als een snel dalende vlieger. De Albatros blijft naast de Go-ahead terwijl ze valt en geeft de piloot en passagiers van de Go-ahead het signaal om aan boord van de Albatros te komen. Ze weigeren, maar dan grijpt de bemanning van de Albatros hen vast en brengt ze aan boord.
Nadat hij zijn heerschappij over de lucht heeft gedemonstreerd, brengt Robur de drie mannen terug naar de grond. In een korte toespraak zegt Robur dat naties nog niet geschikt zijn voor een unie. Hij waarschuwt de menigte dat het evolutie is, geen revolutie, die ze moeten nastreven. Hij vertrekt met de belofte dat hij op een dag zal terugkeren om zijn geheimen van het vliegen te onthullen. De inwoners van Philadelphia onderwerpen Prudent en Evans aan meedogenloze spot voor de rest van hun leven.

## Filmbewerkingen
Het verhaal werd in 1961 verfilmd als Master of the World met Vincent Price als Robur. De film behield het basisconcept, maar voegde elementen van intrige en romantiek toe aan het plot.
In deze versie is Robur een idealist die van plan is de wereld te veroveren om een einde te maken aan tirannie en oorlog. Met behulp van de Albatros plant hij om de militaire troepen van de wereld te bombarderen totdat alle naties toegeven aan zijn eisen. In tegenstelling hiermee heeft Robur in de roman geen dergelijke doelen en bombardeert hij slechts één gronddoel: een Afrikaanse kroning waar een massaal mensenoffer op het punt staat plaats te vinden.
In plaats van de leden van het Weldon Institute ontvoert hij Mr. Prudent uit Philadelphia, een wapenfabrikant, samen met zijn dochter Dorothy en haar verloofde Phillip Evans. Charles Bronson speelt Strock, de onwillige held die Robur bewondert, maar niet genoeg om hem zijn plannen te laten uitvoeren.
De naam Albatros is behouden, hoewel de beschrijving en vroege illustraties van de roman, die een klipper met een vlak dek suggereren met propellers op de masten in plaats van zeilen, vervangen zijn door een meer eigentijds ontwerp dat lijkt op een klassiek luchtschip, of zeppelin; hoewel nog steeds propellers voor lift. Het schip wordt in de film beschreven als een 'zwaarder dan luchtmachine van meerdere tonnen', een verklaring die later werd uitgelegd als het schip 'volledig is gemaakt van stropapier, gemengd met dextrine en klei, en geperst in een hydraulische pers...'
Deze constructie zorgt er ook voor dat de Albatros hoog genoeg kan vliegen om ongevoelig te zijn voor hedendaags wapenvuur. Toen het echter laag bij de grond vloog, raakte de Albatros zwaar beschadigd terwijl het zich binnen de explosieradius van een van zijn eigen bommen bevond, en raakte uiteindelijk onherstelbaar beschadigd en zonk in de oceaan toen het buskruit in zijn wapenkamer ontplofte door sabotage door de passagiers.